# Mars Reconnaissance Orbiter

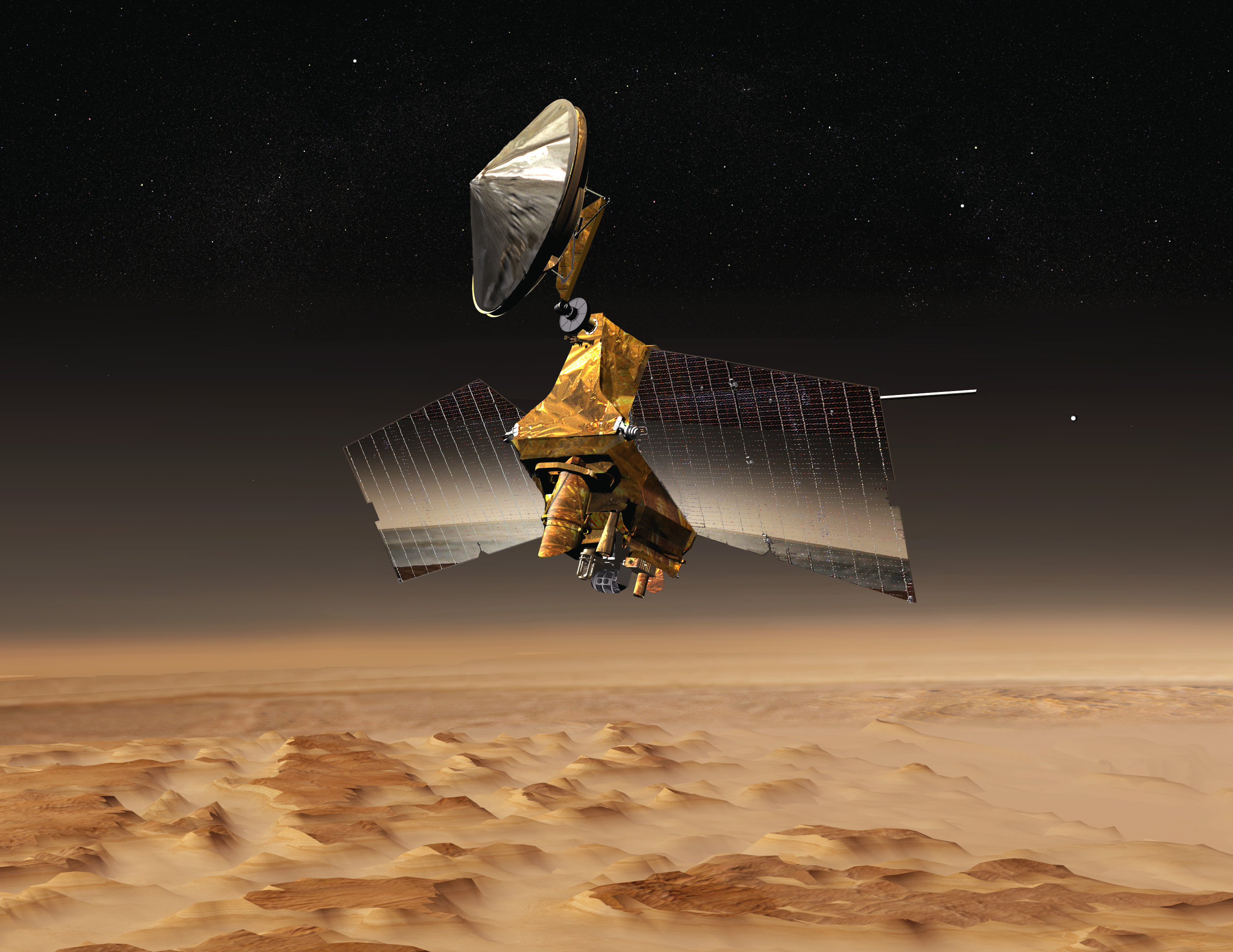
MRO в уявлені художника на низькій еліптичній орбіті Марса

«Марсіанський розвідувальний супутник» (англ. Mars Reconnaissance Orbiter, «MRO») — багатофункціональна автоматична міжпланетна станція NASA. Запущена 12 серпня 2005 року з космодрому на мисі Канаверал за допомогою ракети-носія Atlas V. 10 березня 2006 року станція досягла Марса і почала серію маневрів, щоб за допомогою аеродинамічного гальмування зайняти потрібну орбіту (гальмування у верхніх шарах атмосфери дає змогу значно зекономити паливо). Орбітальні маневри, різні перевірки та калібрування обладнання завершилися у листопаді 2006 року, після чого станція розпочала  роботу.

## Результати місії
19 жовтня 2014 року орбітальний апарат Mars Reconnaissance Orbiter (MRO) передав зображення комети C/2013 A1 (Сайдинг Спрінг). Зображення високої роздільної здатності були отримані камерою HiRISE на відстані в 138 000 км. Масштаб зображення становить 138 м на один піксель.
9 червня 2015 року орбітальний апарат MRO виявив на поверхні Марса поклади скла. Це перші подібні поклади, коли-небудь знайдені на Марсі. Скло виявлено в кількох древніх ударних кратерах, зокрема в кратері Харгрейвс. Кратер діаметром 68 км розташований на території Нілі.
У вересні 2015 року в журналі Nature Geoscience були опубліковані результати дослідження знімків, отриманих з апарата MRO, що проводилося вченими з Технологічного інституту Джорджії під керівництвом астронома Луджендри Оджхи. Вчені зробили висновок, що темні смуги, що з'являються на поверхні планети в теплу пору року і схожі на відкладення солей, можуть утворюватися на місці періодичних потоків води в рідкому стані.
В кінці 2015 року орбітальний апарат MRO, оснащений камерою HiRISE, сфотографував сходження кам'яної лавини в одному з каньйонів Марса.
В червні 2023 року космічне агентство NASA представило нове відео з поверхні Марса у роздільній здатності 4K. Його змонтували з багатьох фотографій, зроблених за допомогою потужної камери HIRISE на MRO. У ролику продемонстровано рифлену місцевість всередині стародавнього кратера шириною понад 270 км. У ньому можна побачити висохлі струмки, круті кам'янисті підйоми та інші особливості ландшафту Марса. Цей регіон називається Хаос Арам. Камера HIRISE може виявляти дуже маленькі об'єкти, завдяки цьому відео вийшло дуже деталізованим. При ознайомленні з відео, також відразу впадає в погляд відсутність звичних для Марса червоних відтінків та переважання синього кольору. Як виявилося, цей колір переважає в результаті величезної кількості базальту — магматичної гірської породи, що утворилася на планеті ще за часів вулканічної активності на ній.
В 2024 році, за повідомленням Space, орбітальні апарати NASA MRO і ESA Mars Express виконали вражаючі фотографії марсіанського ландшафту в районі Остравле Скопулі, який розташований неподалік південного полюса планети, який покритий снігом та зимовим інеєм, що вкриває боки марсіанських дюн. Проте т. зв. «сніг» на Марсі значно відрізняється від того, що спостерігається на Землі. Цей покрив – це не звичайний сніг, а лід з вуглекислого газу (CO2). На південному полюсі Марса цілий рік утворюється шар такого льоду, товщина якого досягає до 8 м.
2 лютого 2025 року, видання Daily Mail повідомило, що супутник NASA MRO зафіксував на Марсі загадкову квадратну структуру, яка має розміри приблизно 235 м з кожного боку, що співмірно з Великою пірамідою Гізи. Деякі дослідники, використовуючи ШІ, визначили, що нахил сторін об'єкта становить 51,5°, що також збігається з нахилом піраміди Хеопса.